# Hautes-Baronnies, Coume de Pailhas
Hautes-Baronnies, Coume de Pailhas este o arie protejată (sit de importanță comunitară — SCI) din Franța întinsă pe o suprafață de 300 ha, integral pe uscat.

## Localizare
Centrul sitului Hautes-Baronnies, Coume de Pailhas este situat la coordonatele 43°00′19″N 0°15′00″E / 43.00528°N 0.25°E.

## Înființare
Situl Hautes-Baronnies, Coume de Pailhas a fost declarat arie specială de conservare în baza directivei 92/43 din 1992 referitoare la conservarea habitatelor naturale și a faunei și florei sălbatice pentru a proteja 1 specie de animale.

## Biodiversitate
Situată în ecoregiunea alpină, aria protejată conține 7 habitate naturale: Formațiuni stabile xerotermofile de Buxus sempervirens pe pante stâncoase (Berberidion p.p.), Peșteri inaccesibile publicului, Păduri pe pante, grohotișuri și ravene de Tilio-Acerion, Pajiști uscate seminaturale și facies de acoperire cu tufișuri pe substraturi calcaroase (Festuco-Brometalia) (* situri importante pentru orhidee), Păduri de fag din Europa Centrală dezvoltate pe sol calcaros cu Cephalanthero-Fagion, Grohotișuri termofile și vest-mediteraneene, Pante stâncoase calcaroase cu vegetație casmofită.
La baza desemnării sitului se află o specie protejată de  nevertebrate: Rosalia alpina.
Pe lângă speciile protejate, pe teritoriul sitului au mai fost identificate 6 specii de plante, 2 specii de păsări.